# 모리스 앤서니 바이엇
모리스 앤서니 바이엇(Maurice Anthony Biot, 모리스 안토니 비오, 1905년 5월 25일 ~ 1985년 9월 12일)은 벨기에 출신 미국인 물리학자로, 다공성 매질의 탄성체 역학(theory of poroelasticity)의 창시자이다.
벨기에 안트베르펜에서 태어나, 1931년 뢰번 가톨릭 대학교에서 Doctor of Science 학위를 받았다. 1932년 캘리포니아 공과대학교의 테오도르 폰 카르만 밑에서 박사 학위를 받았다.
바이엇은 1935년부터 1962년까지 낸 논문들을 통해 유체로 채워진 다공성 매질의 기계적 특성에 대한 연구를 정립하였다.
뉴욕에서 80세로 사망하였다.